# 鍾淵映
鍾淵映（1637年—1667年），字廣漢。清朝秀水人。
徐嘉炎的外甥。少時好学，熟悉诸史。個性傲慢，鄉間名紳多對他不滿。与朱彝尊、李良年相善。和朱彝尊相約为歐陽修《新五代史》作注，於是二人搜辑五代史料。不久，淵映得嘔血之疾。李良年寫信勸他停筆休養，猶日夕編寫不肯中輟。淵映抄撮群书，前後六年，考证得十之四五。不久，游京师，好友叶舒崇介紹他往见汪琬。康熙六年（1667年）因舟车劳顿，旧疾复发，在都城旅馆中病逝，年僅三十歲。朱彝尊检查其遗物，並没有找到《五代史记注》的书稿，只好自己重新整理。《嘉业藏书楼钞本目》载有《五代史记注》稿本74卷，已非鍾淵映的原稿。撰有《歷代建元考》十卷 、《信志堂遺詩》、《詩序證》等。